# Hugh McLeod (Historiker)

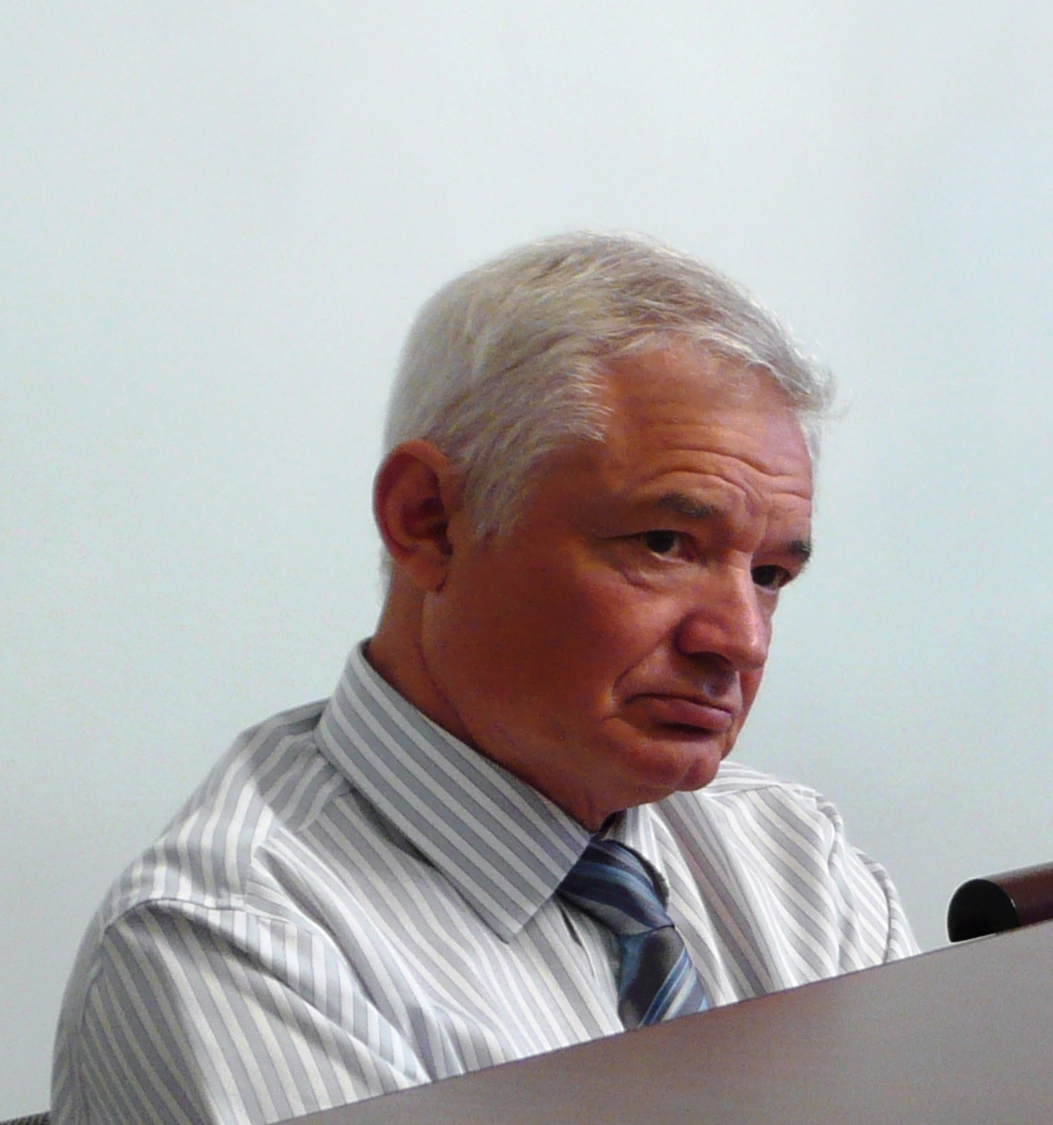
Hugh McLeod

Hugh McLeod (* 8. Dezember 1944) ist ein britischer Kirchenhistoriker und emeritierter Professor an der University of Birmingham.

## Leben und Wirken
Hugh McLeod erwarb 1966 seinen BA in Geschichte an der Universität Cambridge und promovierte 1971.  Im Jahr 1970 kam er als Research Fellow für Neuere Geschichte nach Birmingham. Nach einer Lehrtätigkeit an der Universität Warwick unterrichtete er von 1973 bis 2004 an der Theologischen Fakultät der Universität Birmingham. 1994 wurde er Professor für Kirchengeschichte und von 1995 bis 1997 Leiter der Abteilung, bevor er 2004 zur Modernen Geschichte zurückkehrte.
Er hatte Gastprofessuren an den Universitäten Amsterdam, Uppsala und Münster inne, war Fellow des Schwedischen Kollegs für Höhere Studien, hielt die Vonhoff-Vorlesungen an der Universität Groningen (2004) und die Hulsean-Vorlesungen an der Universität Cambridge (2008), war Präsident der Ecclesiastical History Society (2002–2023) und der Commission Internationale d’Histoire et d’Études du Christianisme (CIHEC), der internationalen Organisation der Historiker des Christentums (2005–2010). Ihm wurden zudem die Ehrendoktorwürde der Universität Lund (2003), der Universität Helsinki (2011) und der Open University (2012) verliehen. Im Jahr 2008 wurde er zum Fellow der British Academy gewählt. 2022 war er Senior Professor an der Universität Leipzig.

## Forschungsschwerpunkte
Hugh McLeods Forschung konzentriert sich auf die Sozialgeschichte der Religion in Westeuropa und den Vereinigten Staaten im 19. und 20. Jahrhundert. Darüber hinaus forscht er zum Thema Religion und Sport sowie zur Geschichte der Säkularisierung.

## Publikationen (Auswahl)
- Piety and Poverty: Working Class Religion in Berlin, London and New York, 1870–1914. Holmes & Meier, New York, NY 1996.
- Secularisation in Western Europe, 1848–1914. Macmillan, Basingstoke 2000.
- ’Thews and Sinews’: Nonconformity and Sport. In: David Bebbington, Timothy Larsen (Hrsg.): Christianity and Cultural Aspirations. Academic Press, Sheffield 2003, S. 28–46.
- The Religious Crisis of the 1960s. Oxford University Press, Oxford 2007.
- The ‘Sportsman’ and the ‘Muscular Christian’: Rival Ideals in nineteenth-century England. In: Patrick Pasture et al. (Hrsg.): Beyond the Feminization Thesis: Gender and Identity in Modern Europe. Leuven University Press, Leuven 2012, S. 85–105.
- Religion, Politics and Sport in Western Europe, c. 1870–1939. In: Stewart J. Brown et al. (Hrsg.): Religion, Identity and Conflict in Britain: From the Restoration to the Twentieth Century. Ashgate, Farnham 2013, S. 195–213.
- Muscular Christianity, European and American. In: David Hempton, Hugh McLeod (Hrsg.): Secularization and Religious Innovation in the North Atlantic World.  Oxford University Press, Oxford 2019, S. 195–210.
- Religion and the Rise of Sport in England. Oxford University Press, Oxford 2022.